# 名古屋市立栄生小学校
名古屋市立栄生小学校（なごやしりつ さこうしょうがっこう）は、名古屋市西区栄生一丁目の公立小学校。

## 沿革
- 1929年（昭和4年）6月10日 - 江西・則武・中村の各校の児童により、名古屋市立栄生尋常小学校として創立[1]。
- 1934年（昭和9年）1月 - 学校所在地が名古屋市栄生町字流90-1から、同市西区大道町2丁目33番地と改められる[2]。
- 1940年（昭和15年）11月4日 - 日比津尋常小学校設置により、一部児童を分離[1]。
- 1941年（昭和16年）4月1日 - 名古屋市立栄生国民学校と改称[1]。
- 1945年（昭和20年）12月 - 校舎が戦災により焼失したため、名古屋市立枇杷島小学校に校舎を借用し授業を再開[1]。
- 1946年（昭和21年）4月 - 豊田紡績会社寮を教室として借用[1]。
- 1947年（昭和22年）4月 - 名古屋市立栄生小学校と改称[1]。
- 2007年（平成19年）5月 - トワイライトスクール開設[2]。

## 通学区域
- すべて名古屋市西区内
  - 栄生一丁目[3]
  - 栄生二丁目[3]
  - 栄生三丁目[3]
  - 則武新町一丁目[3]
  - 則武新町二丁目[3]
  - 則武新町三丁目[3]
  - 則武新町四丁目[3]
  - 名西一丁目[3]

## 進学先中学校
- 名古屋市立天神山中学校[4]